# Miki Nishimura
Miki Nishimura (西村美紀?, Nishimura Miki; Osaka, 2 luglio 1985) è una giocatrice di bowling giapponese.

## Biografia
È membro della Japan Professional Bowling Association con il n. di licenza 408. È figlia di Kunihiko Nishimura, anche lui bowler professionista.

## Carriera
Alla fine della stagione JPBA 2012, Nishimura è arrivata seconda come punti totali (solo dietro a Hiromi Matsunaga). Le sue recenti apparizioni includono l'International Bowling Championships 2012, una sfida tra una squadra di donne del Giappone e un team di professionisti del PBA Tour, tra cui Chris Barnes e Mike Fagan. Le donne del Giappone hanno perso contro i professionisti del PBA Tour per 278-174.

## Ranking
- 2006 - Rokko Queens (3º posto)
- 2007 - Karuizawa Prince Cup (Vincitrice)
- 2008 - Karuizawa Prince Cup (4º posto)
- 2008 - Rookie Battle (2º posto)
- 2010 - 27th Rokko Queens (4º posto)
- 2010 - 6th MK Charity Cup (4º posto)
- 2010 - Tokai Women's Open (4º posto)
- 2011 - 28th Rokko Queens (5º posto)

### P-League
- Tournament 19 - 3º posto
- Tournament 26 - Vincitrice
- Tournament 29 - 3º posto
- Tournament 30 - 2º posto
- Tournament 33 - 2º posto
- Tournament 35 - 2º posto
- Tournament 36 - Vincitrice
- Tournament 37 - 2º posto
- Tournament 38 - Vincitrice